# Haluk Bilginer
Nihat Haluk Bilginer (Esmirna, Turquía, 5 de junio de 1954) es un actor y director de teatro turco. Dentro de sus mayores logros se destaca el haber obtenido la Palma de Oro en el Festival de Cannes 2014, por su labor en la película Sueño de invierno y ganar el premio a Mejor Actor en los Premios Emmy Internacional 2019 por su protagónico en la miniserie Şahsiyet.

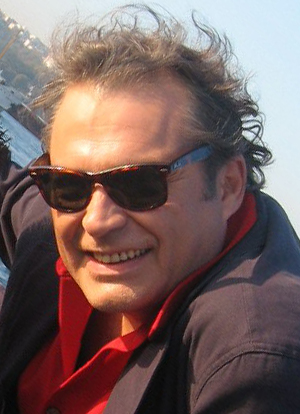
Haluk Bilginer en 2005.

## Biografía
Bilginer nació en Esmirna, Turquía. Se graduó del Conservatorio Estatal de Ankara en 1977 antes de ir a Inglaterra, donde se graduó de la Academia de Música y Arte Dramático de Londres. Consiguió su primer papel en EastEnders.

## Carrera
Es conocido por su papel de Mehmet Osman en la serie británica EastEnders. También ha protagonizado distintas películas de Hollywood. Interpretó a un villano guerrillero en la película de comedia de 1987 Ishtar y a un mafioso turco en la película de comedia oscura de 2001 Buffalo Soldiers.

## Filmografía

### Películas
| Año  | Título                       | Personaje           |
| ---- | ---------------------------- | ------------------- |
| 1986 | Half Moon Street             |                     |
| 1987 | Ishtar                       | Líder de guerrilla  |
| 1987 | Lionheart                    | Mercader            |
| 1996 | Istanbul Beneath My Wings    | Evliya Celebi       |
| 1997 | Masumiyet                    | Bekir               |
| 1999 | The Raindrop                 |                     |
| 1999 | Harem Suare                  |                     |
| 2000 | Beans                        | hombre imaginario   |
| 2001 | Elephants and Grass          |                     |
| 2001 | Buffalo Soldiers             | El turco            |
| 2004 | Where's Firuze?              | Hayri               |
| 2004 | She's Gone                   | Inspector Yilmaz    |
| 2005 | Robbery Alla Turca           |                     |
| 2006 | Killing the Shadows          |                     |
| 2008 | Cars of the Revolution       |                     |
| 2008 | Son of the Sun               |                     |
| 2009 | The International            | Ahmet Sunay         |
| 2010 | Five Minarets in New York    | Hadji               |
| 2011 | W.E.                         | Mohamed Al-Fayed    |
| 2012 | The Reluctant Fundamentalist | Nazmi Kemal         |
| 2014 | Rosewater                    | Baba Akbar          |
| 2014 | Winter Sleep                 | Aydin               |
| 2016 | Ben-Hur                      | Simonides           |
| 2017 | Forget about Nick            | Nick                |
| 2017 | The Ottoman Lieutenant       | Halil Bey           |
| 2017 | Trendy                       | Hasan               |
| 2017 | Refuge                       | Ahmet               |
| 2018 | Halloween                    | Dr. Ranbir Sartain  |
| 2019 | Noah Land                    | Ibrahim             |
| 2020 | Azizler                      |                     |
| 2024 | Maria                        | Aristóteles Onassis |

### Series de televisión
| Año     | Título                             | Personaje         | Notas                              |
| ------- | ---------------------------------- | ----------------- | ---------------------------------- |
| 1984    | The Glory Boys                     | Conductor árabe   |                                    |
| 1985–89 | EastEnders                         | Mehmet Osman      |                                    |
| 1985    | Bergerac                           | Ahmet             | episodio "Avenge O Lord"           |
| 1991    | Memories of Midnight               | Dino Mattusi      | miniserie                          |
| 1993    | The Young Indiana Jones Chronicles | Colonel Ismet Bey | episodio "Palestine, October 1917" |
| 1999    | The Bill                           | Guest Star/Olly   | episodio "The Three Sergeants"     |
| 2001    | Tatlı Hayat                        | Ihsan Yıldırım    | Remake de The Jeffersons           |
| 2004    | Spooks                             | Emre Celenk       | episodio "Persephone"              |
| 2004–05 | Sayın Bakanım                      | Samim Bayraktar   | (Remake de la serie Yes Minister)  |
| 2010–11 | Ezel                               | Kenan Birkan      |                                    |
| 2012    | Acayip Hikayeler                   | Sinan             |                                    |
| 2014    | Kaçak                              | Ustura Faysal     |                                    |
| 2016    | New Blood                          | John Malik        | 2 episodios                        |
| 2017    | Masum                              | Cevdet            |                                    |
| 2017    | Kara Yazı                          | Oğuz              |                                    |
| 2018    | Şahsiyet                           | Agâh Beyoglu      | Ganador del premio al Mejor actor  |

## Premios y nominaciones
Bilginer ganó el Premio al Mejor Actor de Reparto en el Festival de Cine de Antalya de 1997. En 2014, ganó el Premio FIPRESCI de la Federación Internacional de la Prensa Cinematográfica en el Festival Internacional de Cine de Palm Springs por su actuación en la aclamada película Winter Sleep (2014).
En 2019, ganó el Premio Internacional Emmy por su actuación en la miniserie Şahsiyet.

## Vida personal
Se casó con la cantante Aşkın Nur Yengi en 2006 y tienen una hija llamada Nazlı. Se divorciaron en 2012. 